# Neuwiedenthal

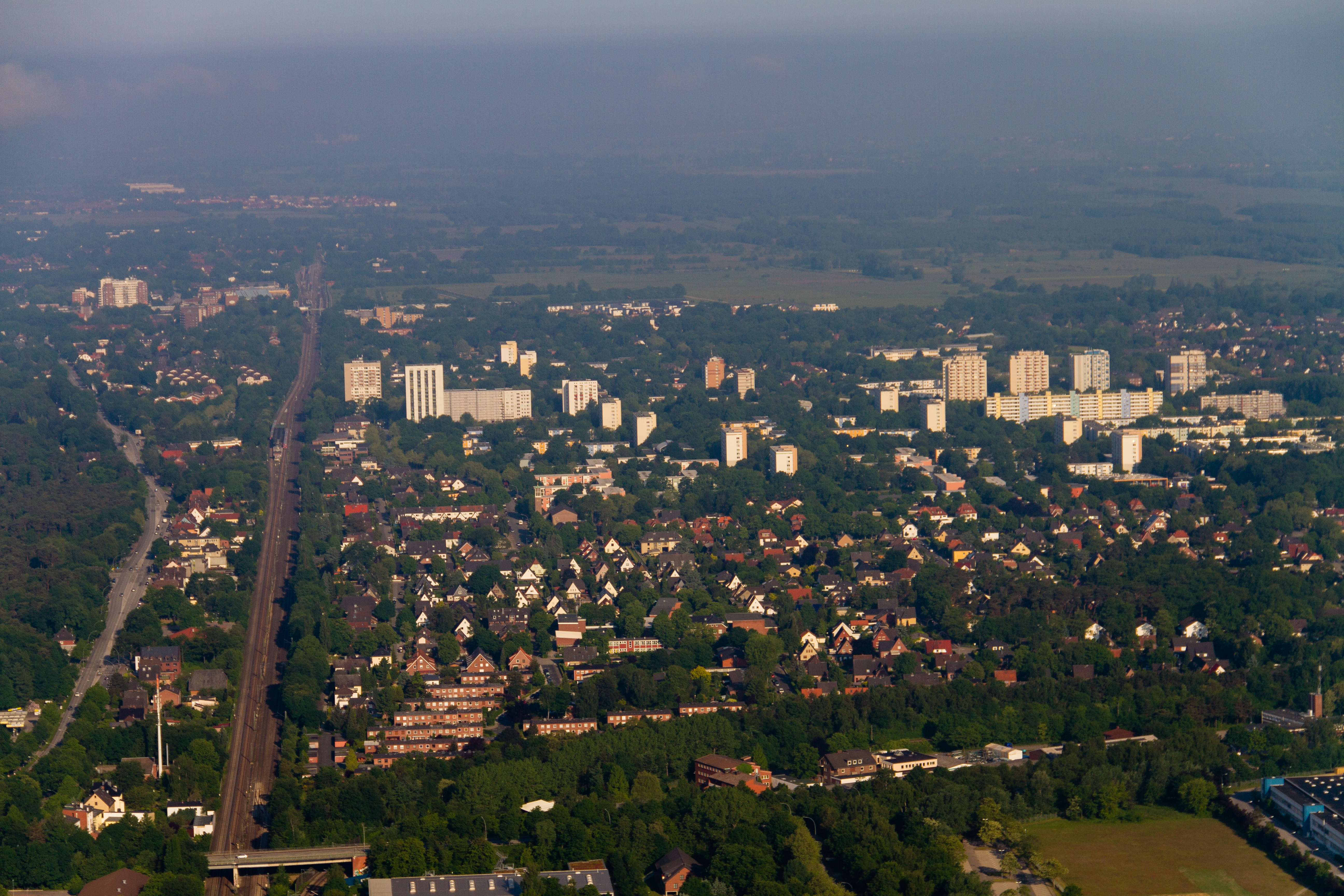
Neuwiedenthal aus der Luft (2013)

Der Name Neuwiedenthal bezeichnet eine zwischen 1959 und 1968 bzw. 1973 und 1977 erbaute Großwohnsiedlung in Hamburg. Sie gehört östlich des Rehrstiegs zum Stadtteil Hausbruch und westlich des Rehrstiegs zum Stadtteil Neugraben-Fischbek.
Die groben Grenzen der Wohnsiedlung bildet im Osten die Straße Lange Striepen, im Norden der Minnerweg, im Süden die B 73 (Cuxhavener Straße) sowie im Westen die Francoper Straße.
Im Bereich des Einkaufszentrums rund um den südlichen Rehrstieg und des westlichen Striepenwegs existieren bis zu 14 Stockwerke hohe Punkthochhäuser. Diese waren nach der Hamburger Sturmflut von 1962 in die ursprünglichen Pläne eingefügt worden, um Bewohner aus überschwemmungsgefährdeten Gebieten aufzunehmen. Hier befindet sich auch die an der Niederelbebahn gelegene S-Bahn-Station Neuwiedenthal. Sie wurde 1984 im Zuge des Baus der Harburger S-Bahn eröffnet und wird von der Linie S3, werktags auch von der Linie S5 bedient.

## Städtebauliche Anlage und Architektur

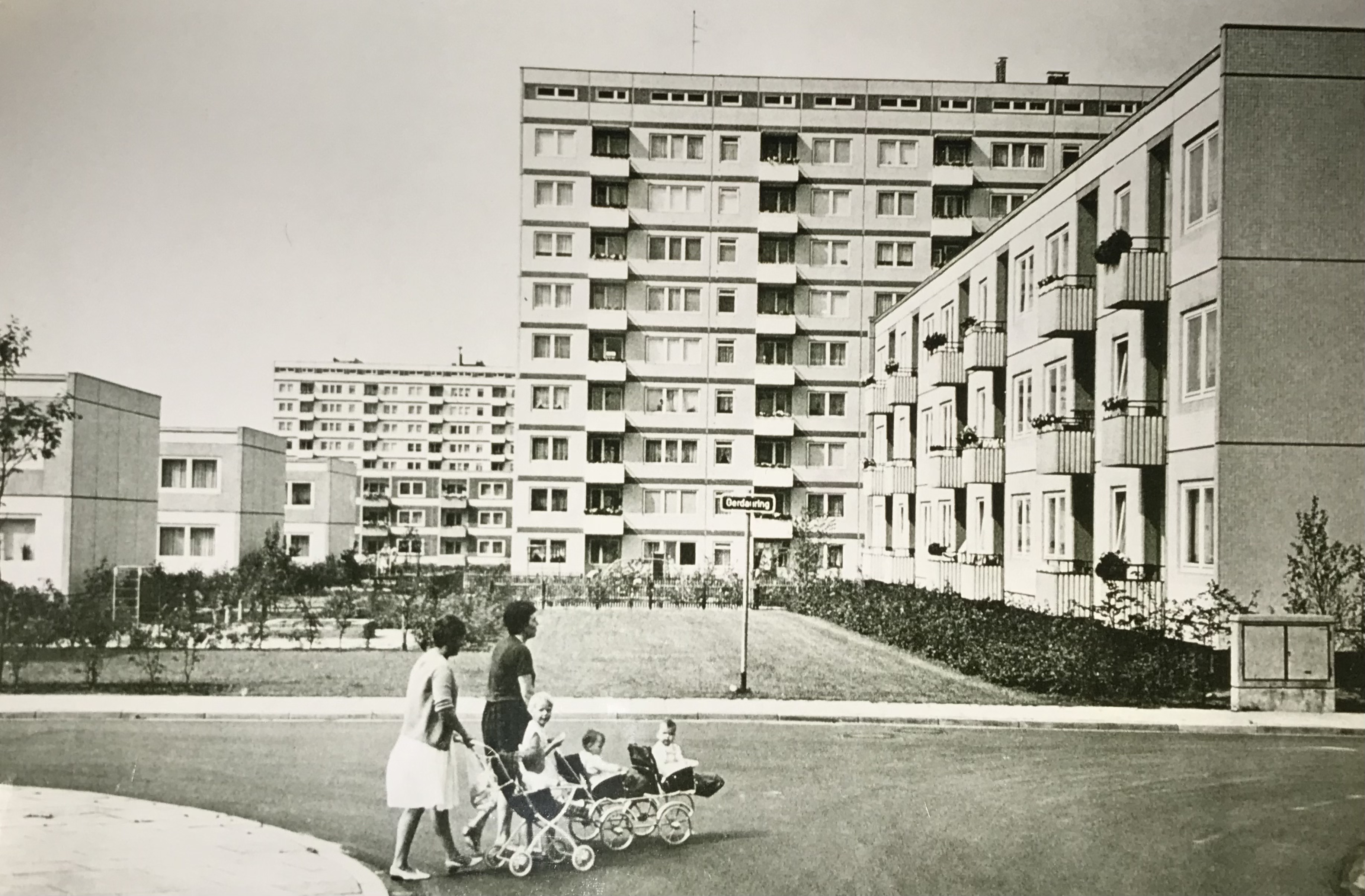
Straßenszene in der Großsiedlung Neuwiedenthal kurz nach Fertigstellung (ca. 1968).

In einem 1959 durchgeführten Architekturwettbewerb konnte sich das Hamburger Büro Schramm und Elingius durchsetzen. Sie sahen eine Unterteilung des bis dahin unbebauten Marschlands in sechs so genannte „Wohnknollen“ vor, ringförmige Straßen mit jeweils einer achtstöckigen Hochhausscheibe, die von zwei- bis viergeschossigen Wohnzeilen umgeben ist. Zwischen den Wohnknollen wurden weitläufige Grünflächen angelegt, die durch den Gartenarchitekten Gustav Lüttke gestaltet wurden. Die Siedlung mit 2.900 Wohnungen entspricht damit dem städtebaulichen Leitbild der gegliederten und aufgelockerten Stadt der Charta von Athen.
Als eine der ersten Hamburger Großwohnsiedlungen wurden die Gebäude Neuwiedenthals weitgehend (zu 85 Prozent) mit den Mitteln des industrialisierten Wohnungsbaus errichtet. Die vorgefertigten Großtafeln wurden in Montagebauweise nach dem französischen Camus-System durch das Unternehmen Paul Thiele im Hamburger Stadtteil Billbrook gefertigt. Die Fassaden der Gebäude erhielten bereits bei der Herstellung einen vollflächigen Belag mit farbigen Keramikplättchen. Am einzelnen Gebäude wurden dabei beispielsweise die Farben Ocker, Rot und Grün mit weißgrauen Flächen abgesetzt. Diese Gliederung und die Farbverteilung innerhalb des städtebaulichen Gesamtensembles wurde durch den Maler Johannes Ufer entworfen.
Im Zusammenhang mit der Siedlung entstanden die Grundschule Lange Striepen (heute Teil der Grundschule An der Haake), das Gymnasium Neuwiedenthal (heute Teil des Gymnasiums Süderelbe) und die Thomaskirche an der Straßenkreuzung Striepenweg/Lange Striepen.
Zwischen 1973 und 1977 entstand nördlich der Neuwiedenthaler Straße die Siedlungserweiterung Neuwiedenthal-Nord nach Plänen der Architektengemeinschaft Gerkan & Mark (heute Gerkan, Marg und Partner), G. Hinrichs. In diesem Abschnitt entstanden 1.500 Wohnungen, ein weiteres Ladenzentrum und ein Altenheim.

## Entwicklung 1980 bis heute
Durch eine Anfang der 1990er Jahre erstellte Wohnunterkunft für Spätaussiedler im Rehrstieg wurde Neuwiedenthal für viele Aussiedler aus den Staaten der ehemaligen Sowjetunion zur neuen Heimat.
Die Unterkunft wurde in den frühen 2000er Jahren abgerissen. Auf der Fläche entstanden in den letzten Jahren zahlreiche Reihenhäuser.
Hamburg hat diesen Bereich sieben Jahre lang bis Ende 2019 durch eine „Quartiersentwicklung“ mittels etwa 35 Projekten weiterentwickelt. „Durch Investitionen in die öffentliche Infrastruktur sowie die Mitgestaltung von sozialen und kulturellen Angeboten ist es gelungen, Neuwiedenthal aufzuwerten und so für eine Verbesserung der Lebensbedingungen und der Lebensqualität für alle Bewohnerinnen und Bewohner zu sorgen“, wird das Ergebnis beschrieben. Die Grünanlage Rehrstieg sei mit einem Spielraumpreis ausgezeichnet worden, die Skateanlage sei über die Grenzen der Wohnanlage beliebt, der seit 2018 bestehende Nachbarschaftsgarten im Striepenweg werde angenommen. Im Zentrum sei ein Nahversorgungszentrum mit Geschäften und Arztpraxen entstanden, das besonders älteren Menschen diene. Ein neu gegründeter Stadtteilverein sei seit 2020 Träger des Stadtteilbeirats und des Nachbarschaftsgartens. Die „soziale Infrastruktur wird mit dem Neubau des Hauses der Jugend und einem Anbau für das Jugendcafé gestärkt. Die Wohnungswirtschaft investiert in die Wohnhäuser und das direkte Wohnumfeld.“